# Axel Emanuel Kumlien

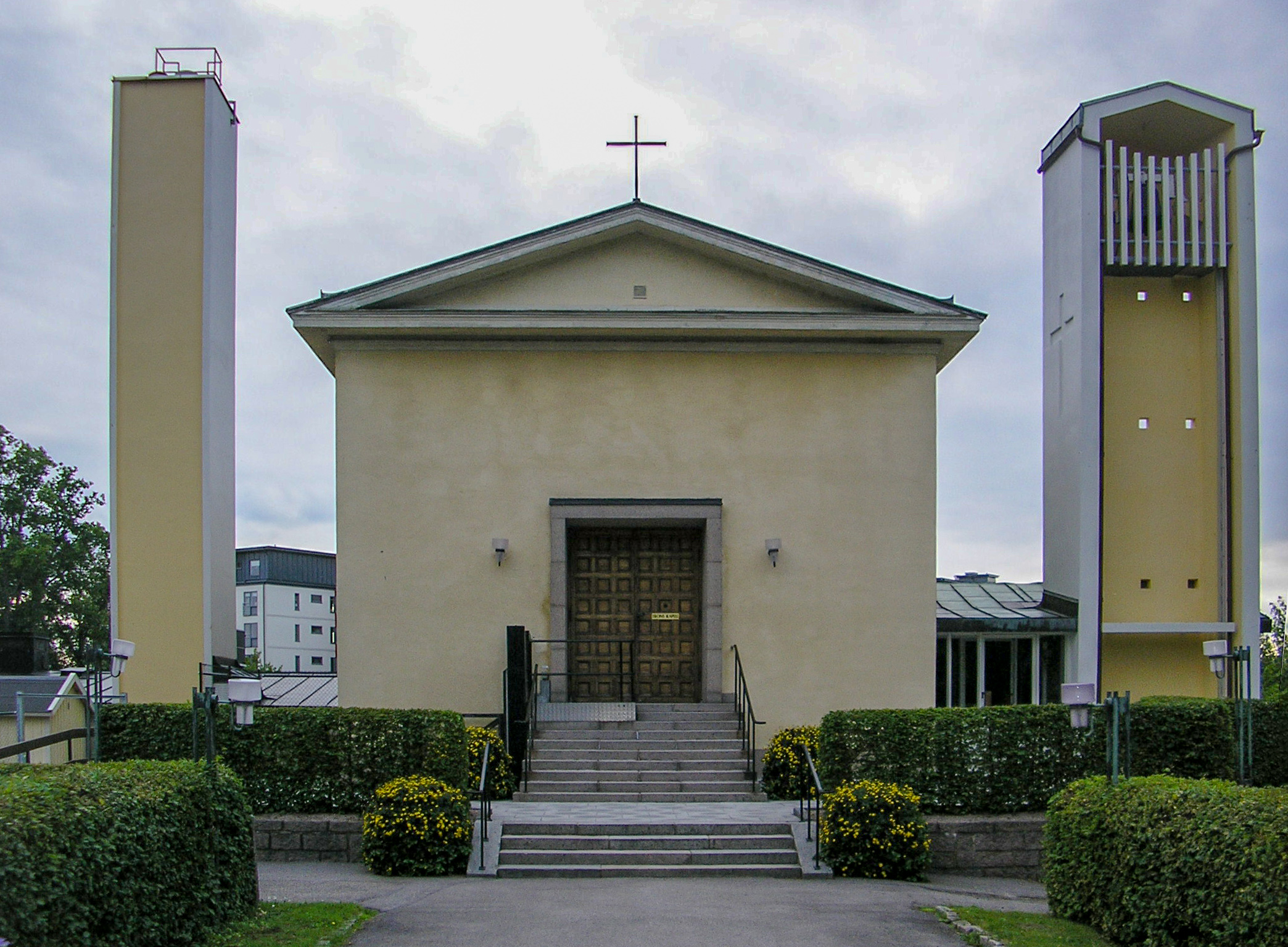
Trons kapell, Vänersborg.

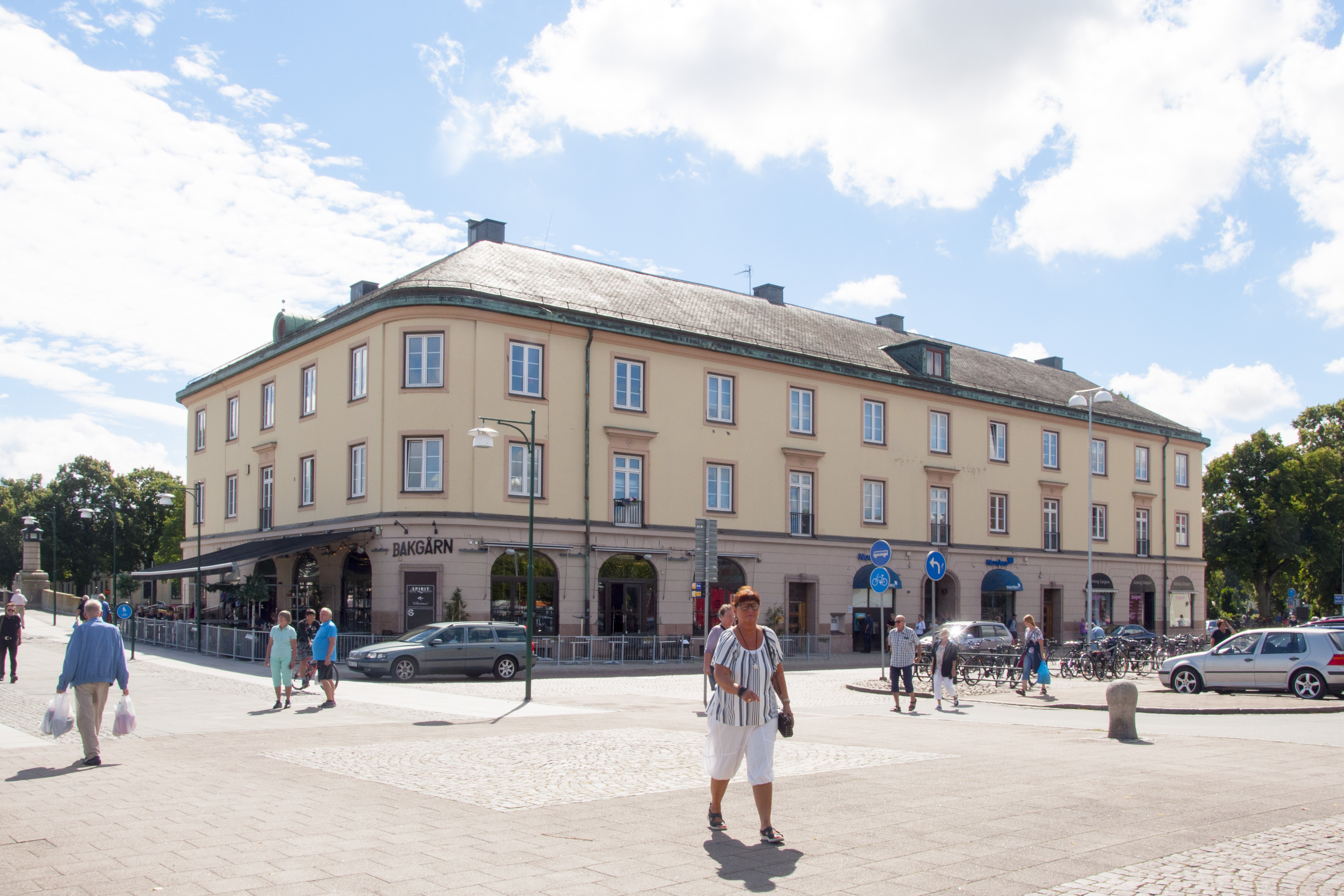
Skaraborgsbanken i Lidköping

Axel Emanuel Kumlien, född 18 maj 1882 i Stockholm, död där 26 oktober 1971, var en svensk arkitekt. Han var son till Hjalmar Kumlien.
Kumlien utexaminerades 1908 från Kungliga Tekniska högskolan och bedrev därefter egen arkitektverksamhet i Stockholm. Där ritade han bland annat hyreshus på Östgötagatan 77 och 79 (1913–1914) och på Bjurholmsplan 19 och 21 (1929–1930) på Södermalm. I Lidköping står han bakom om- och tillbyggnaden av Skaraborgsbanken (1931), och vid samma tid ritade han Trons kapell (1931) i Vänersborg..
Han hade flera uppdrag för Älvsborgs läns landsting: 1932 färdigställdes hans tillbyggnad av Maria Alberts sjukhus i Trollhättan. Han stod bakom om- och tillbyggnaderna av lasarettet i Borås (1935) samt vid Västeråsens sanatorium samma år. I Vänersborg ritade han Korsebergs sjukhus (1938) samt ny- och ombyggnader vid lasarettet där (1945)